# Ochradenus somalensis
Ochradenus somalensis är en resedaväxtart som beskrevs av Bak. f. Ochradenus somalensis ingår i släktet Ochradenus och familjen resedaväxter. Inga underarter finns listade i Catalogue of Life.